# Exciter (banda)
Exciter es una banda de heavy metal proveniente de Ottawa, Ontario, Canadá. Formada en 1978 es considerada como una de las primeras bandas de speed metal y una influencia fundamental del género thrash metal.
La banda estuvo fuertemente influenciada por una variedad de estilos musicales, incluidos Judas Priest, Black Sabbath, AC/DC, Deep Purple, Scorpions, Iron Maiden, Motörhead, Rush, Jethro Tull y Grand Funk Railroad.. Exciter ha vendido cerca de 300.000 discos en los Estados Unidos y un total de 500.000 copias a nivel mundial. A pesar de los constantes cambios en su formación, la banda ha logrado sostener una fiel base de fanáticos por más de treinta años. Junto a sus compatriotas Razor son consideradas parte fundamental del metal clásico underground, teniendo especial veneración por la escena a nivel mundial; así mismo con Annihilator, Anvil y Voivod son consideradas como parte de las bandas de heavy metal más importantes e influyentes de su país. 
Actualmente la banda cuenta con dos de sus tres miembros originales girando por todo el mundo encabezando importantes carteles de festivales undergraund en Estados Unidos y Europa, además de presentarse constantemente por Latinoamérica. una particularidad de la banda es que su vocalista histórico y actual es también el encargado de tocar la batería, un caso poco común en cualquier banda del género.

## Historia
En 1978, la banda Hell Razor se formó en Ottawa, Ontario. Estaba formado por el vocalista y baterista Dan Beehler, el guitarrista John Ricci y el bajista Allan James Johnson. En 1980, la banda cambió su nombre a Exciter y grabó una demostración que luego enviaron a Mike Varney de Shrapnel Records. Varney incluyó una canción de él, "World War III", en el álbum recopilatorio US Metal Volume II en 1982. Poco después de eso, la banda firmó con Shrapnel. En 1983, lanzaron su álbum debut, Heavy Metal Maniac.
Más tarde ese año, Exciter firmó un contrato discográfico con Megaforce Records de Jon Zazula y, en 1984, lanzaron su segundo álbum de estudio, Violence & Force. Después de algunas fechas de apertura con la banda estadounidense de thrash metal Anthrax, se embarcaron en su primera gira por Estados Unidos con la banda danesa de heavy metal Mercyful Fate. Exciter cambió a un nuevo sello, Music for Nations, y viajó a Londres para grabar su tercer álbum, Long Live the Loud. Fue lanzado en 1985 y producido por el productor de Motörhead Guy Bidmead. Contenía un sonido de heavy metal ligeramente más "convencional" que el puro speed/thrash metal de los dos primeros álbumes. Después de su lanzamiento, la banda realizó una gira europea con la banda alemana de heavy metal Accept. A fines de 1984, Exciter fue la banda de apoyo en una de las etapas estadounidenses del Motorhead No Remorse Tour; al año siguiente, fue el cabeza de cartel en una gira con Megadeth. Antes de que terminara el año, Exciter lanzó el EP de tres pistas, Feel the Knife, que fue el último lanzamiento de la formación original. Poco después de su lanzamiento, John Ricci dejó la banda y fue reemplazado por Brian McPhee.
Junto con un nuevo guitarrista llegó un nuevo sonido más melódico. El cuarto álbum de la banda, Unveiling the Wicked, fue lanzado en 1986 en el sello Music for Nations. Después de su lanzamiento, la banda realizó una exitosa gira europea con Motörhead y la banda estadounidense de power metal Manowar. En ese momento se decidió que Dan Beehler (que había manejado tanto la batería como la voz desde el inicio de la banda) no cantaría más. Se contrató al nuevo vocalista Rob Malnati e hizo su debut en el álbum homónimo de la banda (también conocido como O.T.T.). El álbum fue lanzado en 1988 a través del sello discográfico canadiense Maze Music. Siguió una gira por Canadá, pero a principios de 1989, la banda se había separado.
En 1991, Exciter resurgió con Beehler en la voz principal nuevamente. John Ricci también regresó a la banda. Las tareas del bajo estuvieron a cargo del nuevo bajista David Ledden. La primera grabación de la banda con esta formación fue la canción "Born to Kill", que apareció en un álbum recopilatorio titulado Capitol Punishment, que se lanzó en 1991. El mismo año, la banda realizó una gira de reunión en Canadá, que en gran parte centrarse en las canciones de sus primeros tres álbumes. El primer álbum en vivo de la banda, Better Live than Dead, que fue lanzado en 1993, había sido grabado durante su gira de reunión en ese momento. Para 1992, la banda firmó con el sello alemán de metal Noise Records y grabó su sexto álbum, Kill After Kill. La banda realizó una gira europea de tres semanas con Rage para apoyarla. Después de la gira, la banda desapareció por segunda vez. Pasarían tres años antes de que se supiera de ellos nuevamente.
En marzo de 1996, se anunció una formación casi completamente nueva. Ricci fue el único miembro original que regresó. Jacques Bélanger era el nuevo vocalista y Rik Charron y Marc Charron (sin relación) se encargarían de las funciones de batería y bajo, respectivamente. La nueva formación tocó algunos conciertos bien recibidos en Canadá antes de grabar un nuevo álbum, The Dark Command. El álbum fue lanzado en 1997. Con uno de sus álbumes más fuertes en años, la banda realizó una gira europea con la banda canadiense de heavy metal Anvil y la banda estadounidense de thrash metal Flotsam and Jetsam.
Entre 1998 y 2000, la banda estuvo básicamente inactiva con solo dos apariciones en festivales en el lapso de dos años. El verano de 2000 vio el lanzamiento del álbum sucesor de The Dark Command, Blood of Tyrants. El nuevo álbum era más pesado y agresivo que su predecesor. En el otoño de 2001, Bélanger dejó la banda debido a "diferencias creativas". Un año después, Marc Charron renunció y siguió una carrera en la industria de la tecnología.
A principios de 2003, se anunció una nueva formación, con Ricci y Rik Charron regresando junto con el nuevo vocalista Rob Degroot y el nuevo bajista Paul Champagne. Esta formación solo duró hasta marzo de 2003 cuando Degroot se fue. Su reemplazo fue el exvocalista Jacques Bélanger. En 2004, Paul Champagne fue liberado de la banda. Su noveno álbum de estudio, New Testament, con Ricci en la guitarra y el bajo. New Testament es algo así como un álbum recopilatorio de clásicos regrabados de toda la carrera de la banda. Más tarde ese año, el bajista Rob "Clammy" Cohen se unió a las filas. El año terminó con la banda saliendo de gira europea con la banda sueca de power metal Steel Attack.
Exciter participó en varios festivales de verano europeos en 2005, incluido el Tradate Iron Fest en Tradate, Italia, Bang Your Head!!! en Balingen, Alemania y Metalcamp en Tolmin, Eslovenia.
El fundador de Annihilator, Jeff Waters, pudo recuperar los derechos de la mayoría de los títulos del catálogo de Exciter de los sellos antiguos y conseguirles un nuevo acuerdo para relanzar estos títulos. Además, Waters remasterizó estos títulos y se agregó nueva información del folleto, incluidos los comentarios de los 3 miembros originales de la banda, así como fotos adicionales a los relanzamientos.
En 2006, Exciter tocó Keep It True VI en Lauda-Königshofen, Alemania. Poco después, Bélanger se fue una vez más. Una declaración oficial de la banda declaró que "Debido a las 'diferencias de opinión' sobre muchos temas entre Jacques y el resto de la banda, sintió que ya no podía continuar como vocalista de EXCITER". Esto los llevó a cancelar los próximos shows en Europa, Estados Unidos y Canadá en los que habían estado trabajando durante el verano. Rápidamente fue reemplazado en octubre de ese año por Kenny "Metal Mouth" Winter, de Brooklyn, Nueva York.
La banda tocó solo en un espectáculo como cabeza de cartel en Toronto, Canadá, en agosto de 2007 gracias a un intenso programa de ensayos y grabaciones que involucró una caminata semanal de 23 horas desde Nueva York a Ottawa por parte de Kenny Winter.
Dos veces retrasado en diciembre de 2007 y enero de 2008, el décimo álbum de la banda, Thrash Speed Burn, fue lanzado el 22 de febrero de 2008 en Europa y el 4 de marzo de 2008 en todo el mundo. Desde entonces, ha obtenido críticas positivas de muchos fanzines europeos.
En febrero de 2014, se anunció en la página oficial de fans de Facebook de la banda que el guitarrista John Ricci había decidido dejar la banda, dejar Exciter y dejar la banda sin miembros originales. En abril de 2014, Ricci comenzó a afirmar que la declaración de retiro era falsa, sin embargo, los exmiembros de la banda sostienen que, en el momento del comunicado de prensa, la información que contenía era precisa.
La formación original de Exciter se reunió poco después, tocando por primera vez en Europa el 25 de abril de 2015, en el Festival Keep It True  y luego en marzo de 2015 en el Festival Defenders of the Old en Nueva York. Se planeó un álbum de reunión para 2019, pero permaneció en duda después de la partida de John Ricci.
En octubre de 2018, se anunció a Daniel Dekay como reemplazo de John Ricci. Se espera que la banda lance su primer álbum en más de una década en 2023.

## Miembros

### Actuales
- Dan Beehler – voz, batería (1978–1993, 2014–presente)
- Allan James Johnson – bajo (1978–1988, 2014–presente)
- Daniel Dekay – lead (2018–presente)

### Anteriores
- John Ricci – guitarra (1978–1985, 1992-2018)
- Brian McPhee – guitarra (1986–1988)
- Rob Malnati – voz (1988)
- David Ledden – bajo (1992)
- Jeff MacDonald – bajo (1993)
- Marc Charron – bajo (1996–2002)
- Jacques Belanger – voz (1996–2001, 2003–2006)
- Richard "Rik" Charron – batería (1996–2014)
- Robert William DeGroot – voz (2003)
- Paul Champagne – bajo (2003)
- Robert "Clammy" Cohen – bajo (2004–2014)
- Kenny "Metal Mouth" Winter – voz (2006–2014)

## Discografía

### Estudio
- Heavy Metal Maniac (1983)
- Violence & Force (1984)
- Long Live the Loud (1985)
- Unveiling the Wicked (1986)
- Exciter (O.T.T.) (1988)
- Kill After Kill (1992)
- The Dark Command (1997)
- Blood of Tyrants (2000)
- New Testament (2004)
- Thrash Speed Burn (2008)
- Death Machine (2010)

### En vivo
- Better Live Than Dead (1993)

### Recopilatorios
- Capital Punishment (1991)

### EP
- Feel the Knife (1985)

### DEMO
- World War III (1980)

## Nota
1. ↑   Colin Larkin, ed. (1999). The Virgin Encyclopedia of Heavy Rock (First ed.). Virgin Books. p. 153. ISBN 0-7535-0257-7.